# Karl Meichelbeck

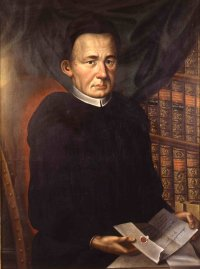
Karl Meichelbeck

Karl Meichelbeck OSB (* 29. Mai 1669 in Oberdorf im Allgäu als Johann Georg Meichelbeck; † 2. April 1734 in Benediktbeuern) gilt allgemein als der bedeutendste Mönch des Stiftes Benediktbeuern.

## Leben
Johann Georg (= Taufname) Meichelbeck schloss 1687 seine Gymnasialstudien am Münchner Jesuitengymnasium ab.
Am 5. Oktober 1687 trat Meichelbeck als Postulant in die Abtei Benediktbeuern ein. Die Einkleidung mit der Tonsur fand am 24. November 1687 statt. Nach dem Noviziat im Kloster Prüfening legte er am 21. Dezember 1688 in Benediktbeuern seine Profess ab, bei der er den Ordensnamen Karl annahm. Am 7. März 1693 fand in Salzburg seine Subdiakonenweihe und am 21. März desselben Jahres seine Diakonenweihe statt. Die Priesterweihe empfing er am 18. September 1694 in Augsburg und feierte einen Monat später seine Primiz.
Meichelbeck war ab 8. Oktober 1701 Dozent der Philosophie an der Studienanstalt der bayerischen Benediktiner im Kloster Rott am Inn, ab 20. Oktober 1705 Professor der Theologie. Am 25. August 1708 wurde Karl Meichelbeck zum Geschichtsschreiber (Historiograph) der Bayerischen Benediktinerkongregation ernannt und von den Lehrverpflichtungen befreit.
Sein erstes Hauptwerk war die zweibändige Geschichte der Diözese Freising („Historia Frisingensis“), die er ab 1724 bis 1729 im Auftrag von Fürstbischof Eckhers verfasste. Sie beruhte auf urkundlich belegten Quellen und gilt als die erste dieser Art im katholischen deutschen Sprachraum.
Sein zweites Hauptwerk war eine lateinische Chronik des Benediktinerstiftes Benediktbeuern („Chronicon Benedictoburanum“), 1730 fertiggestellt, jedoch erst im Jahre 1751/52 (nach anderen Angaben 1753) gedruckt. Sie erregte wegen ihrer neuartigen Vorgehensweise damals in der Fachwelt großes Aufsehen, obwohl sie wegen des späten Drucks nicht die erste herausgegebene Klostergeschichte nach dieser Methodik war. Von 1730 bis 1731 erstellte Meichelbeck zudem ein „Archivum Benedictoburanum“. 1732 verfasste er eine geringfügig gekürzte deutsche Version seines Chronicons Benedictoburanum als Handschrift.
In seiner „Historia“ und seinem „Chronicon“ wendet Meichelbeck, der eigentlich keine Historikerausbildung hatte, konsequent die (von den französischen Maurinern übernommene, und ihm nur aus Briefwechseln mit zeitgenössischen Historikern, z. B. Bernhard Pez, und insbesondere durch die Schriften von Jean Mabillon bekannte) Methode der auf Originalquellen (Urkunden und Handschriften) basierenden und zudem diese Quellen kritisch auf Wahrheitsgehalt überprüfenden Geschichtsschreibung an, im Gegensatz zur bisher geübten bloßen Übernahme überlieferten Wissens. Nicht zuletzt aufgrund dieser Methodik erzielte Meichelbeck bei der Wahrung strittiger Ansprüche von Klöstern und Orden der Benediktiner mehrfach juristische Erfolge. Mit seinen derart akribisch entstandenen Werken hatte Meichelbeck maßgeblich Anteil an der Verbreitung der wissenschaftlichen Geschichtsschreibung im deutschsprachigen Raum.
Die Karl-Meichelbeck-Realschule in Freising ist nach ihm benannt.